# Kościół Matki Bożej Wspomożenia Wiernych w Łodzi
Kościół Matki Bożej Wspomożenia Wiernych w Łodzi – rzymskokatolicki kościół parafialny należący do parafii pod tym samym wezwaniem (dekanat Łódź-Widzew archidiecezji łódzkiej).
Świątynia została zbudowana w 1903 roku i rozbudowana w 1924 roku. Historia kościoła rozpoczyna się od przemysłowca Emila Geyera, który wybudował przy ulicy Wodnej Szkołę Rzemieślniczą i przekazał ją Towarzystwu Dobroczynnemu, które z kolei oddało ją Towarzystwu Rzemieślniczemu „Resursa”. Dzięki staraniom księdza biskupa Wincentego Tymienieckiego szkołę tę w 1922 roku przejęło zgromadzenie salezjanów. W dniu 15 maja 1924 roku aktem darowizny Towarzystwo Salezjańskie otrzymało Szkołę Rzemiosł na własność. W tym samym roku Zarząd miasta Łodzi przyznał sąsiedni plac na rozbudowę szkoły. Inżynier Lisowski wykonał nieodpłatnie plany, obejmujące kompleks budynków szkolnych, warsztaty i kościół. Wybudowane zostały częściowo tylko budynki szkolne, z salą teatralną, i warsztaty. Salę teatralna została przeznaczona na kaplicę, która po 1926 roku została poświęcona przez biskupa Wincentego Tymienieckiego. Przy kaplicy Matki Bożej Wspomożenia Wiernych do czasu utworzenia parafii istniał samodzielny Ośrodek Duszpasterski. W latach 1981–1986 został przeprowadzony gruntowny remont wejścia i całej kaplicy i nadano jej jednolity wystrój sakralny. W świątyni jest umieszczona nowa, ceramiczna ściana ołtarzowa, dębowe ławki oraz centralne ogrzewanie.
Do wyposażenia kościoła należą: ołtarz Matki Bożej Wspomożenia Wiernych wykonany w latach trzydziestych XX wieku, organy wykonane w Fabryce Organów S. Krukowski i Syn z Piotrkowa Trybunalskiego, figury ks. Bosko i Miłosierdzia Bożego, wykonane przez Krystynę Solską w 1985 roku a także figura ks. Jana Bosko przy wejściu do świątyni, wykonana przez Jerzego Martyka, na placu przed kościołem jest umieszczona figura Matki Bożej Wspomożenia Wiernych wykonana przez Z. Kamińską. Ceramiczna Droga Krzyżowa powstała w latach dwudziestych XX wieku. Tabernakulum ogniotrwałe, wykonali w warsztatach szkolnych uczniowie Gimnazjum Mechanicznego przy ulicy Wodnej 34, prowadzonego przez salezjanów.